# Savages (album Soulfly)
Savages – dziewiąty album studyjny zespołu muzycznego Soulfly. Wydawnictwo ukazało się 30 września 2013 / 4 października 2013 nakładem wytwórni muzycznej Nuclear Blast. Nagrania zostały zarejestrowane i wyprodukowane w Studio X w Seattle. Mastering odbył się w Sterling Sound w Nowym Jorku.
Album dotarł do 84. miejsca listy Billboard 200 w Stanach Zjednoczonych sprzedając się w nakładzie, niespełna 5 tys. egzemplarzy w przeciągu tygodnia od dnia premiery.

## Lista utworów
Opracowano na podstawie materiału źródłowego.
| Edycja podstawowa | Edycja podstawowa             | Edycja podstawowa         | Edycja podstawowa | Edycja podstawowa |
| Nr                | Tytuł utworu                  | Słowa                     | Muzyka            | Długość           |
| ----------------- | ----------------------------- | ------------------------- | ----------------- | ----------------- |
| 1.                | „Bloodshed”                   | Max Cavalera              | Max Cavalera      | 6:55              |
| 2.                | „Cannibal Holocaust”          | Max Cavalera              | Max Cavalera      | 3:29              |
| 3.                | „Fallen”                      | Max Cavalera              | Max Cavalera      | 5:55              |
| 4.                | „Ayatollah Of Rock ‘N’ Rolla” | Max Cavalera, Neil Fallon | Max Cavalera      | 7:29              |
| 5.                | „Master Of Savagery”          | Max Cavalera              | Max Cavalera      | 5:10              |
| 6.                | „Spiral”                      | Max Cavalera              | Max Cavalera      | 5:34              |
| 7.                | „This Is Violence”            | Max Cavalera              | Max Cavalera      | 4:23              |
| 8.                | „K.C.S.”                      | Max Cavalera              | Max Cavalera      | 5:15              |
| 9.                | „El Comegente”                | Max Cavalera, Tony Campos | Max Cavalera      | 8:17              |
| 10.               | „Soulfliktion”                | Max Cavalera              | Max Cavalera      | 5:43              |
|                   |                               |                           |                   | 58:10             |

| Edycja rozszerzona | Edycja rozszerzona            | Edycja rozszerzona        | Edycja rozszerzona | Edycja rozszerzona |
| Nr                 | Tytuł utworu                  | Słowa                     | Muzyka             | Długość            |
| ------------------ | ----------------------------- | ------------------------- | ------------------ | ------------------ |
| 1.                 | „Bloodshed”                   | Max Cavalera              | Max Cavalera       | 6:55               |
| 2.                 | „Cannibal Holocaust”          | Max Cavalera              | Max Cavalera       | 3:29               |
| 3.                 | „Fallen”                      | Max Cavalera              | Max Cavalera       | 5:55               |
| 4.                 | „Ayatollah Of Rock ‘N’ Rolla” | Max Cavalera, Neil Fallon | Max Cavalera       | 7:29               |
| 5.                 | „Master Of Savagery”          | Max Cavalera              | Max Cavalera       | 5:10               |
| 6.                 | „Spiral”                      | Max Cavalera              | Max Cavalera       | 5:34               |
| 7.                 | „This Is Violence”            | Max Cavalera              | Max Cavalera       | 4:23               |
| 8.                 | „K.C.S.”                      | Max Cavalera              | Max Cavalera       | 5:15               |
| 9.                 | „El Comegente”                | Max Cavalera, Tony Campos | Max Cavalera       | 8:17               |
| 10.                | „Soulfliktion”                | Max Cavalera              | Max Cavalera       | 5:43               |
| 11.                | „Fuck Reality”                | Max Cavalera              | Max Cavalera       | 5:25               |
| 12.                | „Soulfly IX”                  | Max Cavalera              | Max Cavalera       | 5:55               |
|                    |                               |                           |                    | 1:09:30            |

## Twórcy
Opracowano na podstawie materiału źródłowego.
| Zespół Soulfly w składzie - Max Cavalera - gitara elektryczna, gitara czterostrunowa, sitar, śpiew - Marc Rizzo - gitara elektryczna, gitara flamenco, sitar - Tony Campos - elektryczna gitara basowa, akustyczna gitara basowa, śpiew - Zyon Cavalera - perkusja, instrumenty perkusyjne Dodatkowi muzycy - Igor Cavalera Jr. - gościnnie śpiew (1) - Jamie Hanks - gościnnie śpiew (3) - Neil Fallon - gościnnie śpiew (4) - Mitch Harris - gościnnie śpiew (8) | Inni - Sam Hofstedt - inżynieria dźwięku - Ted Jensen - mastering - Terry Date - produkcja muzyczna, inżynieria dźwięku, miksowanie - Paul Stottler - ilustracje, oprawa graficzna - Gloria Cavalera, Oasis Management, Bryan Roberts, Christina Stojanovic - management |

## Notowania
| Lista                        | Kraj              | Pozycja |
| ---------------------------- | ----------------- | ------- |
| Billboard 200                | Stany Zjednoczone | 84      |
| Billboard Independent Albums | Stany Zjednoczone | 17      |
| Billboard Hard Rock Albums   | Stany Zjednoczone | 6       |
| Billboard Top Rock Albums    | Stany Zjednoczone | 7       |